# Goat River (Kootenay River)
Der Goat River ist ein 73 km langer orographisch rechter Nebenfluss des Kootenay River im Südosten der kanadischen Provinz British Columbia. 

## Flusslauf
Der Goat River entspringt an der Ostflanke des White Grouse Mountain auf einer Höhe von etwa 2000 m im Südwesten der Purcell Mountains. Er fließt anfangs 13 km in südöstlicher Richtung. Nach der Einmündung des Mallandaine Creek von links wendet sich der Goat River nach Süden. Er fließt nun 35 km in südlicher Richtung durch das Bergland und nimmt mehrere Nebenflüsse auf, darunter den Kianuko Creek von rechts. Der Goat River trifft auf den von Osten kommenden Kitchener Creek und wendet sich auf den letzten 25 km nach Südwesten. Der British Columbia Highway 3 (Crowsnest Highway) folgt dem Flusslauf bis nach Creston. Der Goat River umfließt die Stadt Creston südlich. Der British Columbia Highway 21 (Creston–Rykerts Highway) überquert den Fluss 4 km oberhalb dessen Mündung. Der Goat River erreicht schließlich den nach Norden strömenden Kootenay River, 30 km oberhalb dessen Mündung in das südliche Ende des Kootenay Lake. Die Flussmündung des Goat River befindet sich 4 km westlich von Creston, knapp 10 km nördlich der US-amerikanischen Grenze. 11,5 km oberhalb der Mündung nahe Creston befindet sich ein Staudamm am Goat River.

## Hydrologie
Der Goat River entwässert ein Areal von etwa 1220 km². Der mittlere Abfluss 10,5 km oberhalb der Mündung beträgt 25,7 m³/s. In den Monaten Mai und Juni führt der Fluss gewöhnlich die größten Wassermengen.